# Drangedal
Drangedal est une commune forestière de Norvège, située dans le comté (fylke) du Telemark qui comprend les lieux-dits de Tørdal et Drangedal. Le centre administratif est situé au centre de la commune à Prestestranda.
Elle borde les communes de Gjerstad au sud-ouest, Nissedal à l'ouest, Kviteseid au nord Nome au nord-est, Skien à l'est et Bamble et Kragerø au sud.

## Démographie
Drangedal comptait 4 136 habitants en 2006.

## Géographie
Drangedal a une superficie de 1 062 km2. La commune est située autour du lac de Tokke, qui compte de nombreuses îles, et des rivières qui l'alimentent.

## Administration
Le maire de Drangedal est Niels Tore Føreland[Quand ?] (Arbeiderpartiet - Parti travailliste).

## Économie
L'économie consiste pour l'essentiel d'agriculture et de sylviculture, de petite industrie, du tourisme et d'entreprises de transport.